# Вридель
Вридель (нем. Wriedel) — община в Германии, в земле Нижняя Саксония.
Входит в состав района Ильцен. Подчиняется управлению Альтес Амт Эбсторф. Население составляет 2459 человек (на 31 декабря 2010 года). Занимает площадь 104,15 км².
Коммуна подразделяется на 9 сельских округов.